# Schistidium angustissimum
Schistidium angustissimum är en bladmossart som beskrevs av Ochyra in Ochyra och Tamás Pócs 1982. Schistidium angustissimum ingår i släktet blommossor, och familjen Grimmiaceae. Inga underarter finns listade i Catalogue of Life.